# Boris Filli
Boris Filli, slovenski pravnik, * 29. september 1931, Tolmin, † 21. november 2011, Izola, pokopan Tolmin.

## Življenje
Boris Filli se je rodil očetu Vinku Filliju, ki je bil skladatelj in zborovodja, in materi Justini Filli, rojeni Kuk. Osnovno šolo in pet razredov gimnazije je opravljal v Tolminu, kasneje pa je obiskoval pomorsko srednjo šolo na Reki. Pravo je študiral v Sarajevu in v Ljubljani in tam diplomiral leta 1957. Leta 1973 je zaključil tretjo stopnjo študija na medicinski fakulteti v Ljubljani in v Zagrebu. Na pravni fakulteti je doktoriral iz dejavnosti posebnega družbenega pomena, specializiral se je na področje bolnišnic. Med letoma 1960 in 1961 je pet mesecev študiral področje dokumentacije.
V letih od 1950 do 1962 je bil zaposlen na Reki v upravi luk severnega Jadrana, na Radiu Reka, služboval je v Novi Gorici kot administrativni inšpektor okraja, bil je tudi načelnik oddelka za občo upravo in tajnik okraja. V Kopru je po združitvi okrajev prevzel mesto predstojnika oddelka za upravnopravne zadeve, kasneje pa je prevzel še oddelke za inšpekcijske službe. Leta 1967 je postal ravnatelj Splošne bolnišnice Koper, sočasno pa je poučeval na mariborski univerzi.
Ob delu se je udeleževal mnogih tečajev, na katerih se je strokovno izpopolnjeval iz organizacije dela. Proučeval je organizacijo zdravstva, zato je študijsko potoval po Evropi, in sicer po Angliji, Avstriji, Franciji, Italiji, Nemčiji, Sovjetski zvezi, Škotski in Švedski. Udeleževal se je mednarodnih simpozijev in kongresov ter na njih tudi aktivno sodeloval, večinoma nastopal.

## Delo
Opravljal je veliko funkcij poleg službe, predvsem politične narave v republiki in občini, pa tudi na področju telesne kulture. Bil je predsednik Kluba primorskih študentov leta 1955 in 1956, predsednik primorske smučarske podzveze 1960, predsednik društva za podvodne dejavnosti slovenske obale od 1963 do 1973, predsednik jugoslovanskega komiteja za podvodne dejavnosti od 1967 do 1971, predsednik zveze za telesno kulturo okraja Koper leta 1963 in 1965. Bil pa je tudi poslanec skupščine Socialistične republike Slovenije.
Aktiven je bil tudi na publicističnem področju, saj je veliko pisal za razne revije in časopise. Pisal je članke in razprave s področja organizacije zdravstvene službe posebno na Primorskem, s področja onesnaženja voda in gradnje bolnišnic. Pisal je za reški časopis La Voce del Popolo, sodeloval na Radiu Reka, pisal za Delo, Primorske novice, Obalo, Novo administracijo, Novice Splošne bolnice Koper, Primorska srečanja in druge. Prispeval je zapise za knjigo Splošna bolnica Koper: 20 let.
Zaposlen je bil v Splošni bolnišnici Koper, v kateri je ravnateljeval dolga leta. Njegovo je delo Združitev oddelkov splošne bolnice Koper: novogradnja: strokovna, ekonomska, organizacijska in zgodovinska utemeljenost. Napisal je tudi mnoge druge prispevke in članke.

## Nagrade
Leta 1967 je prejel Bloudkovo plaketo in red dela 3. stopnje z zvezdo. Čez deset let, leta 1977, pa je za svoje delo prejel priznanje Skupnosti zdravstvenih delovnih organizacij Socialistične republike Slovenije, kasneje pa je bil nagrajen tudi z republiškim priznanjem za delo na področju telesne kulture.